# Cortana (personnage)
Pour les articles homonymes, voir Cortana.
Cortana est un personnage fictif issu de la série de jeux vidéo Halo. C'est une IA, dont la matrice fut créée en 2552 à partir d'un cerveau cloné du  Dr Catherine Halsey, expert civil du CSNU. Comme toutes les IA de l'univers de Halo, elle possède une forme holographique qui lui est propre. Elle apparaît sous la forme d'une femme svelte, son corps lumineux de couleur bleue aux nuances variables est parcouru de lignes de codes défilant verticalement.
Cortana est une IA « intelligente », c'est-à-dire créative, non limitée dans un domaine de compétences précis contrairement aux IA surnommées à tort « stupides », qui sont elles limitées à un domaine particulier. À l'origine, elle a été programmée pour le décryptage et le piratage informatique qui sont ses principaux talents mais sa matrice mémorielle dynamique l'autorise à accroître son savoir et sa créativité sans aucune limite prédéfinie.
L'inconvénient des IA « intelligentes » est néanmoins qu'elles finissent par « trop penser », leur croissance incontrôlée finissant par engendrer des interférences avec ses fonctions standards, ce qui est communément désigné par le terme « Frénésie » (Rampancy en VO). Leur existence opérationnelle est en moyenne de sept ans.
Cortana est une IA trop avancée par rapport à la technologie humaine, preuve qu'elle s'est améliorée face à autant de données d'origine Forerunner. On peut en effet voir dans Halo 3, Halo Reach et Halo Legends les runes Forerunner dans ses yeux.

## Conception
La première silhouette de Cortana fut conçue et modélisée par l'artiste Chris Hughes des studios Bungie. Son visage était à l'origine dessiné à partir des traits d'une sculpture de la reine Nefertiti de l'antiquité égyptienne.
Son apparence change selon les volumes du jeu vidéo, devenant de plus en plus « humaine » notamment grâce aux avancées graphiques et technologiques propres au développement des jeux. Dans Halo 4, pour parfaire le rendu humain dans l'animation, une véritable actrice a interprété Cortana par le biais de la capture de mouvement appliquée au visage.

## Histoire

### La Chute de Reach
Cortana fut créée dans le cadre d'une mission désespérée de l'UNSC: aborder un vaisseau Covenant, s'en servir pour trouver leur monde natal, et s'y rendre pour capturer un des chefs religieux des Covenants, surnommés Hiérarques ou Prophètes. Ce faisant, elle fut dotée des meilleurs programmes de piratage et d'analyse disponibles dans l'UNSC. Cortana peut servir d'IA de commandement de vaisseau, assistant le capitaine et tout l'équipage dans les calculs de trajectoires, de solutions de tirs et de tout ce qui a trait au pilotage; elle peut également être insérée dans un réseau neural, comme celui des armures Mjolnir. Avec elle à ses côtés, les capacités d'un Spartan, déjà très grandes, augmentaient sensiblement, comme le test réalisé avec John le démontraient.
Elle fut donc assignée au Spartan John-117 pour lui permettre d'obtenir régulièrement des informations tirées du piratage des réseaux covenants. Accessoirement, elle fut aussi l'IA du Pillar of Autumn, commandé par le capitaine Jacob Keyes, qui devait aider les Spartan à accomplir la phase d'abordage de leur mission d'origine, mais la bataille de Reach changea la donne. Au cours de cette bataille, la flotte Covenante écrasa celle de l'UNSC et rasa la planète avec la majorité des Spartans qui s'y trouvaient encore. Après la Chute de Reach, Keyes, à bord du Pillar of Autumn, quitta le système poursuivi par les vaisseaux Covenant, et Cortana, ayant réalisé qu'un artéfact alien récupéré lors d'une précédente mission Spartan contenait en réalité des coordonnées stellaires encore inexplorées, mis le cap sur ces coordonnées.
Malheureusement, les coordonnées était celles de Halo, une gigantesque construction en forme d'anneau à échelle planétaire. Cortana dut quitter le Pillar, attaqué par les Covenants du secteur, et fit à nouveau équipe avec John, qui quitta le vaisseau en direction de l'anneau.

### Combat Evolved
Une fois à la surface de la construction, Cortana s'attela à découvrir les origines de Halo, les raisons de sa construction et celles de l'intérêt que lui portaient les Covenants, qui semblaient le vénérer au même titre qu'une relique.

Ce fut donc Cortana, en étant insérée dans la Salle de Contrôle de Halo, qui découvrit la teneur du danger que représentait cet anneau. Il avait été construit par une très ancienne race, les Forerunners, pour se préserver des Floods, ou Parasite, une race vivant de l'infection d'autres espèces intelligentes pour s'étendre. Le seul moyen de les vaincre étant de les empêcher d'infecter, les Forerunners construisirent plusieurs Halo à des points stratégiques de l'univers afin de pouvoir, une fois les anneaux activés, ravager toute vie intelligente de l'univers. Les anneaux étaient donc des armes, et Cortana, avec l'aide de John, fit tout pour empêcher l'activation de celui-ci, si proche de la Terre qu'elle la détruirait avec toute la galaxie. Le problème était que l' « éruption » du Parasite avait éveillé 343 Guilty Spark, l'IA à la tête de Halo (qu'il nomme Installation 04, car c'est le quatrième Halo construit par les Forerunners), qui souhaitait donc l'activer pour maîtriser le Parasite. John devait l'arrêter pour empêcher la destruction d'une partie de l'univers.
Le Pillar of Autumn s'était écrasé sur Halo. Cortana, toujours avec l'aide du Spartan, surchargea les moteurs du vaisseau, dans l'espoir de provoquer une explosion telle que l'anneau serait détruit avec le Pillar. Pour cela, il fallait les implants neuraux de Keyes, capturé par le Parasite.

Ce dernier ayant tué le capitaine sans obtenir de lui la localisation de la Terre (le Parasite voulait s'y déverser pour infecter toute vie terrienne), John put sans remords anéantir ce qui restait de Keyes pour récupérer les implants dans son cerveau liquéfié. Il s'en servit pour activer l'autodestruction du vaisseau, puis surchargea les moteurs.

Après que Cortana et John eurent quitté le vaisseau, celui-ci explosa, brisant et anéantissant l'anneau.

### Halo 2
Contrairement à ce qu'on peut penser, Halo 2 n'est pas tout à fait la suite de Halo. Pour ceux qui auraient lu le livre Opération First Strike, c'est en effet la liaison entre les deux premiers jeux.

#### Médias
- [image] Cortana dans Halo: Combat Evolved
- [image] Cortana dans Halo 2